# Zieńki
Zieńki (biał. Зянькі, Ziańki; ros. Зеньки, Zieńki) – wieś na Białorusi, w obwodzie brzeskim, w rejonie kamienieckim, w sielsowiecie Wojska, nad Leśną.

## Historia
W dwudziestoleciu międzywojennym leżały w Polsce, w województwie poleskim, w powiecie brzeskim, w gminie Ratajczyce. W 1921 miejscowość liczyła 70 mieszkańców, zamieszkałych w 12 budynkach, w tym 62 Polaków i 8 Białorusinów. Wszyscy mieszkańcy byli wyznania prawosławnego.
Po II wojnie światowej w granicach Związku Sowieckiego. Od 1991 w niepodległej Białorusi.